# Мемориал морякам Ладожской военной флотилии
Мемориал морякам Ладожской военной флотилии — мемориальный комплекс в городе Новая Ладога (Волховский район Ленинградской области). Установлен в память о моряках и речниках, защищавших водную часть трассы Дороги жизни и обеспечивавших функционирование транспортного судоходства на Ладоге в годы блокады Ленинграда. Располагается на площади Кирова, на берегу реки Волхов. Объект культурного наследия России регионального значения.

## Описание
В едином мемориальном комплексе объединена память о моряках Ладожской военной флотилии, действовавшей в акватории Ладожского озера, и о речниках Северо-Западного речного пароходства. В состав мемориала входят тральщик «ТЩ-100», буксир «Харьков» и памятный знак-стела. Мемориал ограждён якорной цепью, закреплённой на металлических опорах, с двумя металлическими якорями в центре композиции. Полное название согласно документам о постановке на охрану: «Мемориал героям Ладоги, посвящен морякам Ладожской военной флотилии и речникам Севзапречпароходства, охранявшим водную трассу „Дороги жизни“ и обеспечившим транспортную связь блокадного Ленинграда со страной в 1941-43 гг.».
На металлической наклонной стеле, выполненной из чёрного гранита, выбит схематично изображённый контур Ладожского озера, ниже на отдельной табличке размещён текст:
«Краснофлотцам и командирам, шкиперам и капитанам, морякам и речникам Ладоги, спасавшим Ленинград и ленинградцев в тяжкие дни и ночи блокады 1941—1944 гг. Отвага и долг беззаветных героев вели корабли Ленинграду на помощь по ладожским волнам. Высокая слава героев, в достойных потомках живи»
На тыльной стороне стелы, обращённой к реке, помещена надпись:
«11 сентября 1941 года отсюда начала действовать ладожская коммуникация, связывающая блокадный Ленинград со страной и названная Дорогой жизни. Успешное действие военной трассы обеспечили корабли Ладожской военной флотилии и суда Северо-западного речного пароходства»

## История
У истоков идеи создания мемориала стояли командующий Ладожской военной флотилией вице-адмирал В. С. Чероков, а также контр-адмирал С. В. Кудрявцев, председатель совета ветеранов флотилии З. Г. Русаков и другие. Идея стала воплощаться в жизнь в 1982 году, когда появилась возможность установить на вечную стоянку буксирный пароход «Харьков». Этот буксир использовался в годы войны на подводке судов к причалам западного берега Ладожского озера, а также занимался расчисткой водных путей и подъемом затонувших кораблей и грузов. Известен также своим участием в прокладке кабеля связи и топливопровода по дну озера. В состав мемориала планировалось включить и тральщик «ТЩ-100», который, как и «Харьков», был построен в Турку и до 1940 года входил в состав финского флота. Он был захвачен Ладожской флотилией во время Советско-финской войны и вскоре переоборудован из ледокольно-буксирного парохода в тральщик. Участвовал в различных операциях Ладожской флотилии (в том числе в сражении у острова Сухо 22 октября 1942 года) и в эвакуации раненых, перевозил грузы из Шлиссельбурга в северные порты Ладожского озера, а также функционировал как ледокол. После войны использовался латвийской рыболовецкой артелью «Звейниекс» как буксир «РБ-30».
Проект мемориала разрабатывался институтом «Ленгипроречтранс» в 1983 году, одновременно предприятиями Новой Ладоги ремонтировались корабли, которым был возвращён облик военных лет. В 1984 году оба судна были подняты и установлены на берег, расчищена площадка вокруг них. В начале 1985 года была согласована памятная надпись на стеле, текст которой написал поэт Михаил Дудин, и надпись на тыльной стороне стелы. На других уступах стелы планировалось разместить названия других судов Ладожской военной флотилии, но на это не хватило финансов.
Мемориальный комплекс был торжественно открыт 9 мая 1985 года.
С течением времени мемориальный комплекс постепенно обветшал; в ходе многократных переделок была значительно сокращена надпись за авторством Дудина на лицевой стороне стелы. Кроме того, корпуса кораблей заржавели, краска на них облупилась, деревянные перекрытия сгнили, внутренние помещения оказались завалены мусором.
В 2018 году на мемориале были проведены масштабные реставрационные работы. В ходе работ из корабельных помещений был убран мусор, заменены сгнившие детали, восстановлены утраченные элементы, корабли были просушены и заново окрашены, также была отремонтирована стела. На реставрацию было потрачено 2 млн рублей, деньги выделили спонсоры. Обновленный мемориал был открыт 25 августа — в день празднования 314-й годовщины со дня основания города.

### Комментарии
1. ↑  В документе с описанием предмета охраны, составленном в 2018 году, приводится сокращённый вариант надписи, существовавший до полной реставрации стелы.